# Czażów
Czażów [pronunciación en polaco: /ˈt͡ʂUnʐuf/] es un pueblo ubicado en el distrito administrativo de Gmina Waśniów, dentro del Condado de Ostrowiec, Voivodato de Świętokrzyskie, en el sur de Polonia central. Se encuentra aproximadamente a 5 kilómetros al oeste de Waśniów, a 17 kilómetros al oeste de Ostrowiec Świętokrzyski, y a 39 kilómetros al este de la capital regional Kielce.
El pueblo tiene una población de 140 habitantes.